# Bandera de Tailàndia
La bandera del Regne de Tailàndia mostra cinc ratlles horitzontals amb els colors vermell, blanc, blau, blanc i vermell, amb la franja blava central de doble amplària que cadascuna de les altres quatre. El disseny va ser aprovat el 28 de setembre de 1917, segons el reial decret sobre la bandera del mateix any. El nom tailandès de la bandera és ธงไตรรงค์ (Thong Trairong), és a dir, la bandera tricolor. Els colors es diu que simbolitzen nació, religió i rei, un lema no oficial del país, vermell de la terra i la seva gent, blanc per al Budisme Theravada i el blau per a la monarquia, per haver estat el color del rei Vajiravudh. Donat que el rei havia declarat la guerra a Alemanya, que de juliol d'aquell mateix any, en el marc de la Primera Guerra Mundial, alguns observaren la bandera tenia els mateixos colors que la de Regne Unit i França, els seus aliats.

## Disseny
L'acta de bandera de BE 2522 (1979) estipula el disseny de la bandera nacional de forma "rectangular amb 6 parts d'amplada i 9 parts de llargada, dividides en cinc ratlles a tota la longitud de la bandera; la franja mitjana és de 2 parts d'ample, de color blau profund i les ratlles blanques tenint una part d'amplada al costat de cada costat de les ratlles blaves profundes, i les ratlles vermelles de 1 part d'ample al costat de cada costat de les ratlles blanques. La bandera nacional també s'anomenarà bandera Tri-Rong ".

Plantilla de construcció de la bandera.

### Colors estàndard
Els colors de la bandera es van normalitzar en un anunci de l'Oficina del primer ministre de data 30 de setembre de 2017, amb motiu del centenari de la seva adopció. Dona valors recomanats per a la determinació dels colors estàndard de les banderes físiques de tela, definides a l'espai de colors CIELAB sota l'iluminant D65as. (també s'inclouen valors RGB, HEX i CMYK corresponents, tal com recomana l'Agència Nacional de Desenvolupament de Tecnologia i Ciència)
|  | Vermell | 36.4  | 55.47 | 25.42  | ≤1.5 | 165-25-49   | #A51931 | C24-M100-Y83-K18 |
|  | Blanc   | 96.61 | −0.15 | −1.48  | ≤1.5 | 244-245-248 | #F4F5F8 | C3-M2-Y1-K0      |
|  | Blau    | 18.63 | 7.89  | −19.45 | ≤1.5 | 45-42-74    | #2D2A4A | C87-M85-Y42-K43  |

## Història

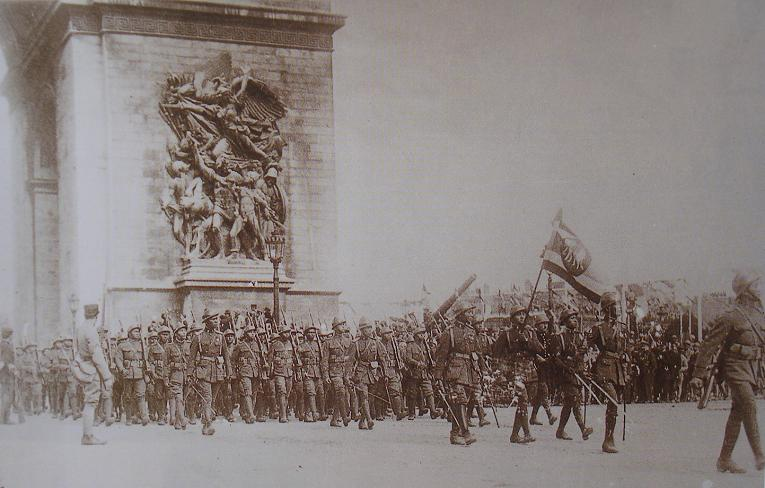
La Força Expedicionària Siamesa durant la Primera Guerra Mundial amb la Siamesa tricolor a París, any 1919.

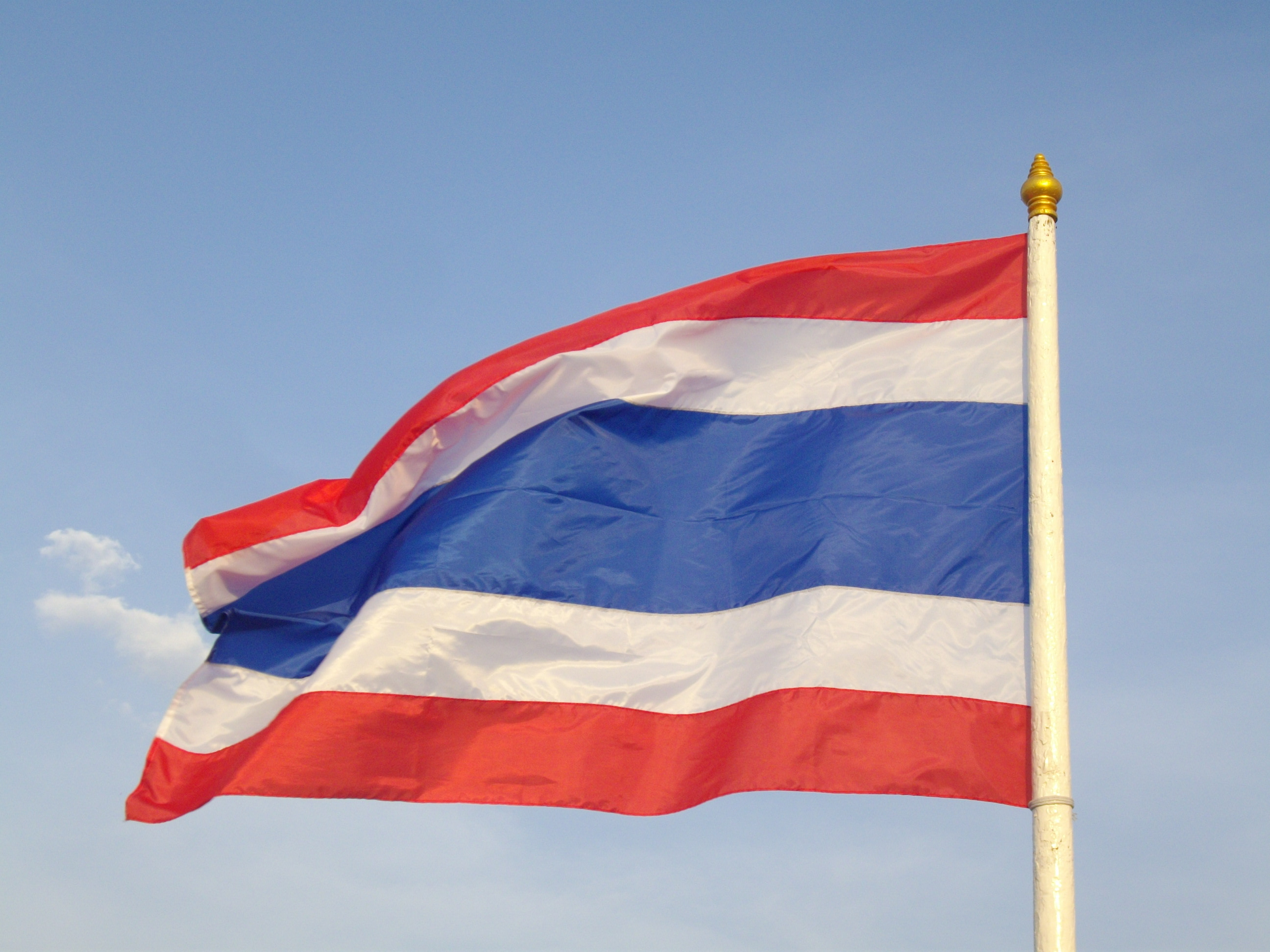
Bandera nacional de Tailàndia onejant el 2009 (després de l'estandartització del color)

La primera bandera que es va utilitzar per Siam va ser probablement una de color vermell, que es va utilitzar per primera vegada amb el rei Narai (1656-1688). Les banderes navals més tard van utilitzar diferents símbols al sòl vermell: un chakra blanc (l'arma del déu hindú Vishnu, que també s'utilitza com a símbol de la Casa de Chakri), o un elefant blanc dins del chakra.
Oficialment, la primera bandera va ser creada el 1855 pel rei Mongkut (Rama IV), que mostrava un elefant blanc (símbol reial) a terra vermella, ja que la bandera de color clar no era prou diferenciada per a les relacions internacionals.
El 1916 es va canviar la bandera per mostrar un elefant blanc a la regalia reial. El 1916, es va definir el disseny actual, però amb el color mitjà el mateix vermell que la franja exterior, es va definir com a la bandera civil. La història explica que durant una inundació el rei Vajiravudh (Rama VI) va veure penjar la bandera cap per avall i per evitar que això passés de nou va crear una nova bandera que era simètrica. Més tard, el 1917, el color mig es va canviar a blau fosc, que era similar al de l'indigo, que en aquell moment era considerat com el color propici per al dissabte, el dia que va néixer el rei Vajiravudh. Segons altres fonts, el color blau també va ser escollit per mostrar la solidaritat amb els aliats de la Primera Guerra Mundial, que també tenia els colors blau-vermell-blanc a les seves banderes.Insigne civil fins al 1916

### Línia de temps
| Bandera      | Data                                                                | Ús | Descripció |
| ------------ | ------------------------------------------------------------------- | --- | --- |
|              | c. 1700 – c. 1790                                                   | Bandera nacional durant els períodes Ayutthaya i Thonburi tardans                                        | Una bandera vermella rectangular. |
| c. 1790–1855 | Bandera civil anterior a 1855                                       | | Una bandera vermella rectangular. |
|              | c. 1790 – c.1820                                                    | Ensenyament estatal i naval decretat pel rei Phutthayotfa Chulalok (Rama I)                              | Bandera vermella amb un chakra blanc, presumptament per representar la dinastia Chakri.                                                                                    |
|              | c. 1820–1843                                                        | Canvi instituït pel rei Buda Loetla Nabhalai (Rama II)                                                   | Bandera vermella amb un elefant blanc dins del chakra. |
|              | 1843–1893                                                           | Bandera nacional decretada pel rei Mongkut (Rama IV)                                                     | Un elefant blanc, orientat al polipast, centrat en un camp vermell. tailandès ธงช้างเผือก (Thong Chang Puak) (Bandera d'elefant).                                            |
| 1893–1916    | Bandera civil fins al 1916                                          | | Un elefant blanc, orientat al polipast, centrat en un camp vermell. tailandès ธงช้างเผือก (Thong Chang Puak) (Bandera d'elefant).                                            |
|              | 1893–1898                                                           | Bandera estatal i naval, que es desplegarà amb l'emblema del volant a la cantonada superior del polipast | Un elefant blanc en regalia, de cara al polipoll, centrat en un camp vermell                                                                                               |
| 1898–1912    | Bandera estatal i naval                                             | | Un elefant blanc en regalia, de cara al polipoll, centrat en un camp vermell                                                                                               |
| 1912–1916    | Bandera i insígnia estatals, decretada pel rei Vajiravudh (Rama VI) | | Un elefant blanc en regalia, de cara al polipoll, centrat en un camp vermell                                                                                               |
|              | 1916–1917                                                           | Bandera civil                                                                                            | Bandera vermella amb dues ratlles blanques horitzontals d'una sisena d'ample, una sisena de la part superior i inferior                                                    |
|              | 1917–present                                                        | Bandera nacional, insígnia civil i estatal                                                               | Bandera amb franja horitzontal blava d'un terç d'amplada entre ratlles blanques d'un sisè d'ample, entre ratlles vermelles d'un sisè d'amplada, coneguda com el Trairanga. |

## Banderes marítimes
L'ensenya naval de la Reial Armada Tailandesa (RTN) és la bandera nacional amb un cercle vermell al centre que arriba fins a les ratlles vermelles a la part superior i inferior. Al cercle s'alça un elefant blanc, en ple caparison, encarat al polipast. El vaixell naval del regne té la bandera nacional desfilada amb l'emblema de la Reial Armada Tailandesa al centre. Els colors regimentals de la RTN són iguals que aquesta bandera; ambdós ensenyaments van ser adoptats el 1917.